# Piatt megye
Piatt megye az Amerikai Egyesült Államokban, azon belül Illinois államban található. Megyeszékhelye és legnagyobb városa Monticello. Lakosainak száma 16 673 fő (2020. április 1.). Piatt megye McLean, Champaign, Douglas, Moultrie, Macon és DeWitt megyékkel határos.

## Népesség
A megye népességének változása:
| Lakosok száma | 16 714 | 16 670 | 16 511 | 16 433 | 16 387 | 16 673 |
|               | 2010   | 2011   | 2012   | 2013   | 2015   | 2020   |